# Arme de l'Apocalypse

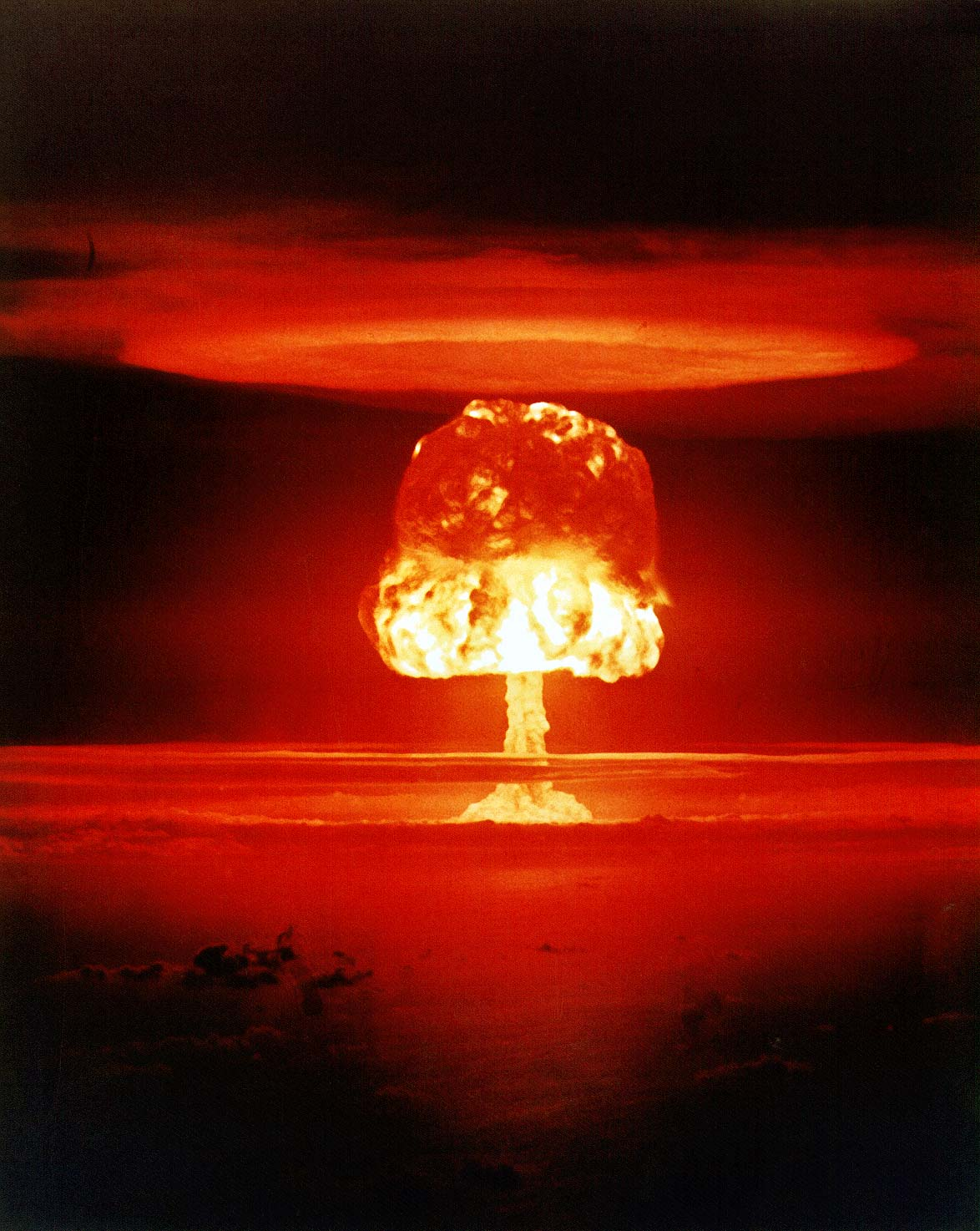
De nombreuses armes de l'Apocalypse utilisent l'idée de bombe salée, susceptible de provoquer de grandes quantités de retombées radioactives.

Une arme de l'Apocalypse (anglais : doomsday device) est une construction hypothétique (en général une arme ou un ensemble d'armes) qui pourrait détruire toute vie sur Terre, voire détruire la planète elle-même.
La plupart de ces armes s'appuient sur la possibilité de construire des bombes H aussi grandes que possible, dès lors qu'il n'est pas envisagé de les envoyer sur une cible (voir le modèle Teller–Ulam), bombes qui peuvent de plus être « salées » avec  des matériaux destinées à créer des retombées radioactives de longue demi-vie (par exemple, des bombes au cobalt).
Envisagées plus ou moins sérieusement au début des années 1950, le concept a été abandonné dans les années 1960, les risques paraissant trop grands, et la notion de dissuasion nucléaire semblant plus appropriée.
Ces armes et l'holocauste nucléaire qu'elles entraîneraient sont fréquemment apparues dans la littérature de science-fiction, en particulier dans le cadre de récits post-apocalyptiques, mais aussi dans des ouvrages relevant du space opera, comme la saga Star Wars.

## Historique
En 1954, le test de Castle Bravo démontra la faisabilité d'armes thermonucléaires de très grande taille dont les retombées radioactives pourraient couvrir de grandes étendues. Des théoriciens de ces armes, comme Leó Szilárd, conçurent alors ce qu'ils appelèrent des « machines de l'Apocalypse », consistant à entourer une bombe H massive avec des centaines de tonnes de cobalt, l'explosion produisant de grandes quantités de cobalt 60, rendant la plus grande partie de la planète trop radioactive pour que la vie subsiste. Herman Kahn, penseur de la géostratégie et théoricien des systèmes employé par la RAND Corporation, émit l'hypothèse que les décideurs américains ou soviétiques pourraient choisir de construire une machine de l'Apocalypse formée d'un ordinateur relié à un stock de bombes H, programmé pour les faire exploser en cas de détection d'une attaque ennemie.
L'effet dissuasif de ces armes est censé reposer sur leur automatisme (et l'impossibilité de les désactiver rapidement) : la menace est hautement crédible et empêche un assaillant de se livrer à une stratégie du bord de l’abîme. Cependant, dans son analyse, Kahn soulève le problème posé par une puissance secondaire nucléaire qui déclencherait une arme de l'Apocalypse, et résume sa position en déconseillant de se doter d'une telle arme. À partir des années 1960, l'idée sera progressivement abandonnée.
Pour beaucoup d'observateurs, cela ne faisait que mettre en lumière la logique suicidaire de la stratégie de l'équilibre de la terreur ; l'idée en fut parodiée en 1964 par le célèbre film de Stanley Kubrick, Docteur Folamour.
Dans les faits, le système Perimeter soviétique puis russe permet de lancer automatiquement un ordre de lancement aux forces nucléaires.

## Dans la fiction
De nombreuses armes de l'Apocalypse sont apparues dans des œuvres de fiction :

### Au cinéma
- Le film Docteur Folamour est une satire de la Guerre froide, dans lequel, en apprenant que les Américains ne peuvent rappeler un de leurs bombardiers nucléaires, l'ambassadeur soviétique informe le président que l'URSS a construit une arme de l'Apocalypse, qui se déclenchera inévitablement.
- Dans Moonraker, un film de James Bond, Sir Hugo Drax veut utiliser un poison dispersé par satellites pour éliminer toute l'humanité.

### À la télévision
- Dans l'épisode de Star Trek, The Doomsday Machine, un « destructeur de planète » sème le chaos. Le capitaine Kirk émet l'hypothèse qu'il avait été créé comme une arme de l'Apocalypse et qu'il continuait son travail après avoir détruit ses créateurs.
- Dans la série animée Futurama, le professeur Hubert Farnsworth possède plusieurs machines de l'Apocalypse.
- Dans l'épisode des Simpson Un monde trop parfait, le nouveau patron d'Homer, Hank Scorpio, est un super-vilain qui, avec l'aide d'Homer, développe une arme de ce type pour exercer un chantage sur les Nations unies.
- La série télévisée Sworn To Secrecy décrit un projet soviétique d'arme de l'Apocalypse dans le chapitre sur la crise des missiles de Cuba.
- Dans l'épisode 12 de la saison 4 (La Terre volée) de la série Doctor Who, pour que la Terre ne participe pas de l'hégémonie dalek, Unit ordonne au personnage de Martha d'utiliser « la clé d'Osterhagen » : un dispositif qui active un système d'armes nucléaires défensives de dernier recours, détruisant la planète Terre.

### Romans
- Dans le roman Les 39 Clés (« Cahill contre Vesper », livre 17), le « méchant », Damien Vesper, construit une « Machina Fini Mundi » (une machine de la fin du monde) renversant la polarité de la Terre.
- Dans le roman de René Barjavel Une rose au paradis, l'humanité est détruite par les « bombes U » et dans La Nuit des temps, d'anciennes civilisations ont été détruites par la « bombe solaire ».